# Дальнодействующее акустическое устройство

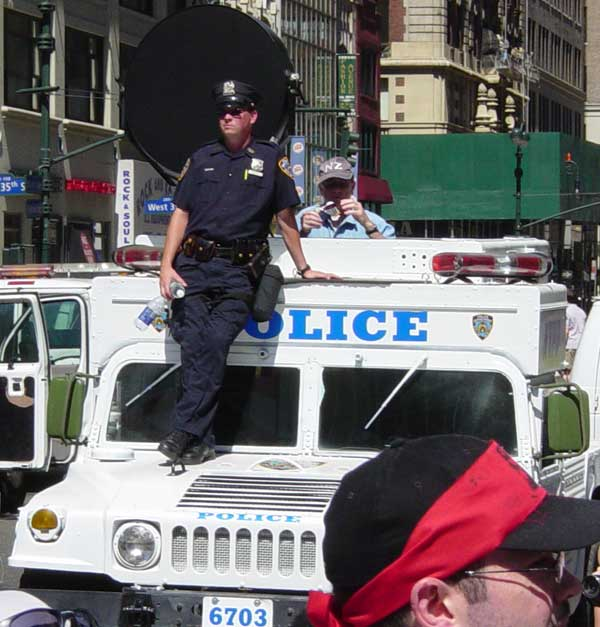
LRAD — круглое чёрное устройство, размещённое на крыше машины полиции Нью-Йорка

Звуковая пушка (LRAD — long-range acoustic device, дальнодействующее акустическое устройство) — узконаправленный мощный акустический излучатель, разработанный LRAD Corporation, используется как звуковое нелетальное оружие, также как устройство для передачи сообщений и сигналов тревоги на большие расстояния или на большей громкости, чем позволяют обычные громкоговорители.
Используются для дальней связи и решения различных практических задач, в том числе для предупреждения о чрезвычайных происшествиях и охраны правопорядка. Экспортируется во многие страны, включая Гонконг, Индию и Турцию.
В соответствии с характеристиками производителя оборудование может воспроизводить звук направленностью вещания 30—360°, также доступны устройства с возможностью подключения через Ethernet-, Wi-Fi- и GPRS/GSM-интерфейсы для трансляций в реальном времени или передачи предварительно записанных сообщений. Самое мощное устройство, 2000RX, генерирует звук уровнем громкости 160 децибел; портативный вариант 100X даёт 140 ДБ; такое воздействие приводит к тому, что человек ощущает острую боль в ушах, чувство тошноты, головокружение и психоэмоциональную нестабильность.

## Применение

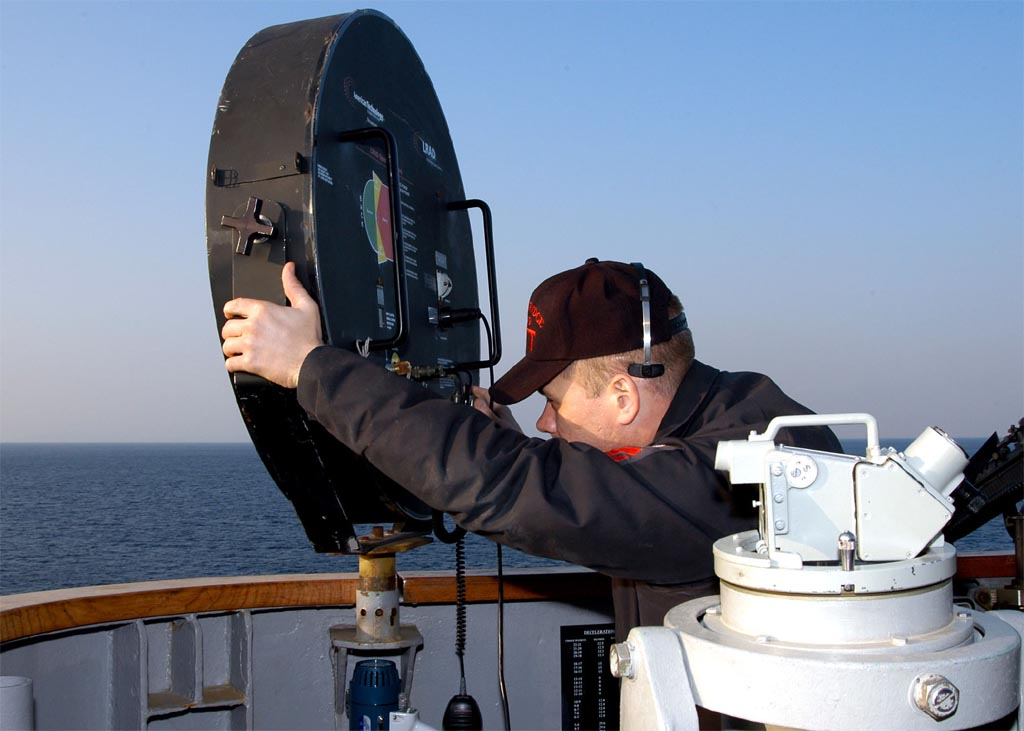
LRAD на судне для борьбы с пиратами или диверсантами

Разработан компанией American Technology Corporation в 2000 году.
Первоначально LRAD была продемонстрирована в районе Уимберли (штат Техас) в январе 2016 года как мобильная система массового оповещения: в мае 2015 года в результате сильного наводнения в этом районе погибло несколько человек, сотни домов были разрушены.
Для своего многонедельного мероприятия в марте 2016 года организаторы выставки домашнего скота в Хьюстоне развернули систему массового оповещения LRAD на случай, если нужно будет предупредить участников о чрезвычайных ситуациях или экстремальных погодных явлениях.
Городские власти Сан-Хосе, штат Калифорния, заказали три акустических устройства дальнего радиуса действия после жалоб на то, что город не уведомил жителей района о быстрорастущих паводках в феврале 2017 года.
В дальнейшем LRAD использовался полицией во время беспорядков афроамериканцев в Фергусоне (август 2014). Репортер Майк Тобин так прокомментировал действие устройства: «У него нет травмирующего эффекта. Оно просто громкое и раздражает, оно позволяет вам узнать, что приближается что-то большое и официальное. Они также могут использовать его как громкоговоритель, чтобы сказать людям, чтобы те убирались с дороги».
Японские китобои, ведущие промысел в водах Антарктики, устанавливали LRAD на свои суда для использования их в стычках с активистами из антикитобойного общества охраны морской фауны Sea Shepherd. Активисты Sea Shepherd отметили, что у них и у самих был LRAD, но по состоянию на начало 2010 года он не использовался против китобоев иначе как для воспроизведения аудиозаписи «Полёт валькирий» композитора Рихарда Вагнера.
Также, сингапурский аэропорт Чанги использует LRAD для отпугивания птиц со взлётно-посадочных полос.